# Tuscaroras
Les Tuscaroras (parfois Touscaroras ; en tuscarora : Skarù:ręˀ ; « les gens portant un chandail ») constituent un peuple autochtone d'Amérique du Nord originaire de l'Est et du Nord des États-Unis. Ils sont aujourd'hui présents, pour la plupart, dans le Nord de l'État de New York et dans le Sud de l'Ontario. 
Ils sont rattachés en 1722 aux Iroquois par la Gayanashagowa, la « grande loi de l'Unité », devenant ainsi la sixième nation iroquoise.

## Histoire
Originaires de la région aujourd'hui connue comme étant la Caroline du Nord, les Tuscaroras constituent au début du xviiie siècle un peuple bien établi ayant notamment construit plusieurs villes. L'arrivée des colonisateurs européens dans la région, qui ne reconnaissent pas le droit à la terre des Tuscaroras, vient chambouler leur existence. Des traités brisés, des kidnappings, des meurtres, de la mise en esclavage caractérisent ce que vivent les Tuscaroras dans les guerres qui les opposent aux colonisateurs entre 1711 et 1713. 
Devant la dévastation, environ 1 500 Tuscaroras restants demandent assistance et parrainage aux Cinq-Nations iroquoises et reçoivent l'accueil des Onneiouts dans leur région, ce qui provoque la migration des Tuscaroras vers la Pennsylvanie et le centre de l'État de New York. En 1722, ceux-ci seront admis à titre de sixième nation de la Confédération iroquoise, aux côtés des Cayugas, Mohawks, Onneiouts, Onondagas et Sénécas. Un nombre à peu près équivalent de Tuscaroras s'établit en Virginie pour ensuite revenir vers la Caroline du Nord.  
Malgré leur proximité avec les Onneiouts, qui eux accueillirent des missionnaires et adoptèrent la religion chrétienne, les Tuscaroras résistent aux tentatives d'évangélisation des missionnaires français et britanniques qui vinrent dans la région vers les années 1760.  
Durant la guerre d'indépendance des États-Unis, bien que la majorité des peuples autochtones de la Confédération était pro-britanniques, un nombre substantiel de Tuscaroras et d'Onneiouts soutiennent plutôt les Américains. Les Tuscaroras néanmoins pro-britanniques suivent le chef mohawk Joseph Brant vers le nord afin d'aller y établir la réserve des Six Nations en Ontario. Plus tard, en 1803, un dernier groupe de Tuscaroras émigrent du sud vers une réserve leur étant destinée établie par le gouvernement des États-Unis et située dans la ville de Lewiston, dans l'État de New York. Il s'agit des deux seules réserves reconnues par les gouvernements où se trouvent des Tuscaroras.  
La reconnaissance des quelques Tuscaroras demeurés en Caroline du Nord comme étant partie intégrante de la nation est niée au début du xviiie siècle par les tribus établies au nord, bien que des personnes nord-caroliniennes se réclament toujours d'ascendance tuscarora vers la fin du xxe siècle. 

## Organisation sociale
Le système politique tuscarora repose sur un conseil tribal dont les membres sont choisis par les mères des différents clans de la nation. Le conseil était également assujetti à certaines décisions du Grand conseil iroquois, après le moment où la nation rejoint la Confédération iroquoise.   
À l'instar de plusieurs peuples autochtones iroquois, les Tuscaroras vivaient historiquement dans des maisons longues, qui pouvaient accueillir un clan en entier, soit environ une soixantaine de personnes. Servant aujourd'hui principalement pour des cérémonies, les Tuscaroras vivent aujourd'hui pour la plupart dans des maisons et logements permanents typiques de la culture occidentale américaine. 
Reposant toujours sur un système matriarcal, les Tuscaroras vivant aux États-Unis résident pour la plupart dans une réserve située dans l'État de New York où ils sont assujettis à leur propre conseil ainsi qu'à leurs propres règles locales. La réserve des Six Nations ou des regroupements tribaux en Caroline du Nord et en Caroline du Sud accueillent également certains membres de la nation tuscarora. 